# Biología pesquera
Biología pesquera es la disciplina de las ciencias pesqueras que estudia las pesquerías desde el punto de vista de la biología de las especies capturadas. Su objetivo principal es proporcionar a los pescadores y al público en general una información rigurosa sobre la cantidad máxima de cada especie que puede ser capturada en una pesquería sin poner en peligro su sostenibilidad.
Sin embargo, los biólogos pesqueros también se preocupan por otros aspectos que no tienen una utilidad tan inmediata, como por ejemplo, las relaciones tróficas entre las diferentes especies, los efectos de la pesca en la biodiversidad, etc.
Para este fin, los biólogos pesqueros se ayudan de varias disciplinas, como la ecología, la fisiología, la biología marina, la sistemática y otras.
- Datos: Q8248157